# Józef Czernecki (nauczyciel)
Józef Czernecki (ur. 18 marca 1847 w Brzeżanach, zm. 5 listopada 1929 we Lwowie) – polski nauczyciel.

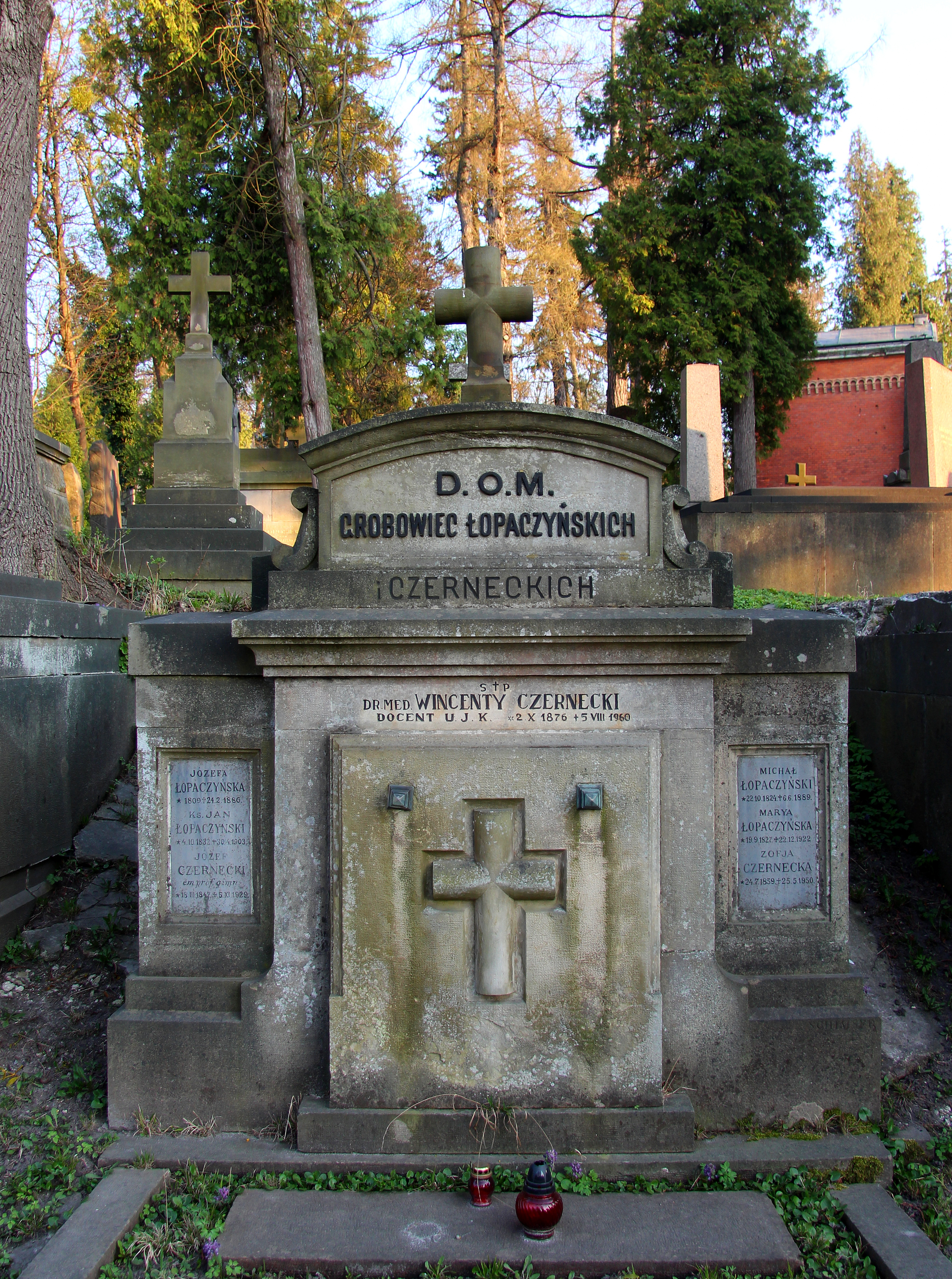
Grobowiec Czerneckich

## Życiorys
Urodził się 18 marca 1847 w Brzeżanach. Kształcił się w C. K. Gimnazjum w Brzeżanach. Przypisywano mu udział w powstaniu styczniowym 1863, czemu zaprzeczył, że miał wówczas tylko 16 lat, zaś w zrywie niepodległościowym walczył jego brat Karol (późniejszy radca sądowy i adwokat). 
Służył w armii austriackiej. Następnie wstąpił do pracy w szkolnictwie. Był nauczycielem w Brzeżanach, w Złoczowie. Reskryptem C. K. Ministra Wyznań i Oświecenia z 21 czerwca 1879 został przeniesiony do C. K. Gimnazjum im. Franciszka Józefa we Lwowie. Uczył tam języków niemieckiego, łacińskiego, greckiego, był zawiadowcą biblioteki dla młodzieży. W roku szkolnym 1905/1906 przebywał na urlopie. Rozporządzeniem z 31 października 1906 został przeniesiony w stały stan spoczynku po 36 latach pracy. W 1906 przeszedł na emeryturę.
Działał w Towarzystwie Nauczycieli Szkół Wyższych, którego został honorowym członkiem. Z jego inicjatywy założono przy TNSZW Fundację im. Adama Mickiewicza, działającą na rzecz wdów i sierot po nauczycielach szkół średnich, której był skarbnikiem. Publikował prace, w tym w dziedzinie pisma i kaligrafii. Był autorem monografii gimnazjum brzeżańskiego, wydanej z okazji stulecia istnienia szkoły.
W 1903 został członkiem Komisji urządzającej Polskie Muzeum Szkolne we Lwowie. W 1904 stworzył wraz ze Stefanem Tatuchem i Józefem Szablowskim podręcznik kaligrafii, który stał się źródłem do nauki kaligrafii dla dzieci w przedwojennych szkołach polskich. Stworzył także do ćwiczeń praktycznych Zeszyty z nagłówkami do wyuczenia się pisma rondowego w 14 lekcyach. Do ćwiczenia polskiego pisma rondowego polecał uczniom do pisania pióro ze stalówką dwudzielną, a nauczał kaligrafii metodą genetyczną, grupującą litery według ich budowy. 
2 maja 1923 został odznaczony Krzyżem Kawalerskim Orderu Odrodzenia Polski „za długoletnią i wyjątkowo gorliwą pracę zawodową”.
Zmarł 5 listopada 1929 we Lwowie w wieku 82 lat. Został pochowany na Cmentarzu Łyczakowskim we Lwowie  listopada 1929 (w jego grobowcu spoczął później Wincenty Czernecki).

## Publikacje
- J. G. Seume. Jego życie, dzieła i zasługi: Przyczynek do dziejów polskich pod koniec XVIII stulecia (1889)
- Wzory pisma ozdobnego (1894)
- Seumego "Apokryfy" (1894)
- Pieśń o dzwonie Schillera: z uwagami wstępnemi do poematu i z tablicą poglądową na piec odlewniczy i na formę dzwonu (1895)
- Przewodnik do wzorów pisma ozdobnego (1897)
- Najdawniejsze wzory pisma polskiego i polskie podręczniki do nauki kaligrafii: przyczynek do dziejów pedagogii, dydaktyki i metodyki w szkołach i domach polskich (1902)
- Stanisława Serafina Jagodyńskiego Kalligrafia abo Cancellaria z r. 1695 (1903)
- Znaczenie działu złotego (sectio aurea, proportio divina) w estetyce i kaligrafii (1903)
- Podręcznik do nauki kaligrafii dla użytku szkolnego i domowego (1904, współautor: Józef Szablowski, Stefan Tatuch)
- Brzeżany. Pamiątki i wspomnienia w setną rocznicę założenia gimnazyum (1905)